# Порции
По́рции (лат. Porcii или Porcia gens) — древнеримский плебейский род, происходивший из Тускулума, в Лациуме, известный со второй половины III века до н. э. Римляне производили когномен рода от слова porcus (с лат. — «свинья»), и в этом родовое имя напоминало такие когномены, как Ovinius (с лат. — «овечий»), Caprilius («козлиный») или Taurus («бычий»). В республиканские времена подразделялся на три ветви — Леков (лат. Laeca), Лицинов (Licinus) и Катонов (Cato). В имперский период к ним добавились когномены Фест (Festus), Латрон (Latro) и Септимий (Septimius).

## Известные представители
- Порции Катоны:[править]  -  Гай Порций Катон — консул 114 года до н. э.
  -  Гай Порций Катон — народный трибун 56 года до н. э.
  -  Луций Порций Катон (ум. 89 до н. э.) — политик, военачальник, консул 89 года до н. э.
  -  Марк Порций Катон:[править]    -  Марк Порций Катон Цензор (234—149 до н. э.) — консул 195 года до н. э., цензор 184 года до н. э., писатель;
    -  Марк Порций Катон Лициниан (ум. 152 до н. э.) — претор около 152 года до н. э., сын Катона Цензора от первого брака;
    -  Марк Порций Катон (ум. 118 до н. э.) — консул 118 года до н. э., сын Катона Лициниана;
    -  Марк Порций Катон (II—I вв. до н. э.) — претор в неустановленном году, сын предыдущего.
    -  Марк Порций Катон Салониан (154 до н. э. — ?) — претор (дата неизвестна), сын Катона Цензора от второго брака;
    -  Марк Порций Катон Салониан Младший (ум. между 95 и 91 до н. э.) — предположительно народный трибун 99 года до н. э., сын Катона Салониана;
    - Марк Порций Катон Утический (95—46 до н. э.) — претор 54 года до н. э., сын Катона Салониана Младшего;
    -  Марк Порций Катон (69/66 — 42 до н. э.) — предположительно префект в 42 году до н. э., сын Катона Младшего;
    -  Марк Порций Катон (ум. 38) — консул-суффект 36 года
- Луций Порций Лицин — консул 184 года до н. э.
- Порций Лицин — поэт
- Порций Фест — прокуратор Иудеи
- Порция:[править]  -  Порция Катона (старшая) — сестра Марка Порция Катона младшего
  -  Порция Катона (младшая) — дочь Марка Порция Катона младшего